# Shire of Nannup
Shire of Nannup is een lokaal bestuursgebied (LGA) in de regio South West in West-Australië. Shire of Nannup telde 1.538 inwoners in 2021. De hoofdplaats is Nannup.

## Geschiedenis
Op 20 februari 1890 werd het 'Lower Blackwood Road District' opgericht. Het district veranderde van naam op 21 augustus 1925 en werd het 'Nannup Road District'.
Ten gevolge de 'Local Government Act' van 1960 veranderde het district weer van naam en werd op 23 juni 1961 de 'Shire of Nannup'.

## Beschrijving
'Shire of Nannup' heeft een oppervlakte van ongeveer 3.000 vierkante kilometer. Daarvan is 85% bebost en deels ondergebracht in nationale parken en staatsbossen. Het district ligt in de regio South West in West-Australië, ongeveer 280 kilometer ten zuiden van de West-Australische hoofdstad Perth. Er ligt 149 kilometer verharde en 387 kilometer onverharde weg. In het zuiden wordt het district door de Indische Oceaan begrensd.
De belangrijkste economische sectoren zijn de landbouw, de houtindustrie en het opkomende toerisme. Het district heeft een bibliotheek, een basisschool, een recreatiecentrum, een gemeenschapszaal en enkele sportfaciliteiten.
In 2021 telde 'Shire of Nannup' 1.538 inwoners. Minder dan 5% was van inheemse afkomst.

### Wards
Het district is in drie wards opgedeeld:
- Central (3 verkozenen)
- North (3 verkozenen)
- South (2 verkozenen)

## Plaatsen, dorpen en lokaliteiten
- Nannup
- Biddelia
- Carlotta
- Cundinup
- Darradup
- Donnelly River (Wheatley)
- East Nannup
- Jalbarragup
- Lake Jasper
- Peerabeelup
- Scott River East